# Werther's Original
Werther's Original (des de l'original alemany: Werthers Echte) és una marca de caramels propietat de l'empresa alemanya August Storck KG, amb seu a Berlín, Alemanya. El dolç és popular a Europa i Amèrica del Nord.

## Història
La marca dolça porta el nom de la ciutat de Werther a Westfàlia, on es va fundar l'empresa el 1903. El 1969, el dolç va començar a comercialitzar amb la marca Werthers Echte. La marca Werther's Original es va adoptar a la dècada de 1990 per al mercat internacional. Ara es fabriquen a prop, a Halle (Westfàlia).

## Producte
El Werther's Echte original era un caramel dur. Les variants posteriors van incloure caramels masticables i una forma suau i cerosa que es fon fàcilment dins de la boca anomenada "butterscotch-melts". També hi ha disponible una variant amb farciment de xocolata, així com tres variants sense sucre que utilitzen isomalt com a substitut del sucre: el sabor de caramel original, un remolí de cafè de caramel i un remolí de menta. Un producte disponible al Regne Unit és "Werther's Chocolate", una xocolata negra i amb llet amb caramel de mantega, que es ven en els mateixos envasos i embolcalls que Werther's Originals. Una variant disponible al Canadà i als Estats Units, "Butterscotch Apple Filled", té un farcit amb gust de poma verda.

## Comercialització
Anuncis de televisió reconeguts a Alemanya i el Regne Unit des de l'any 1991 mostraven un home gran que oferia el caramel de Werther al seu net. L'avi dels primers anuncis del Regne Unit parlava amb un accent americà, però més tard es va localitzar a la pronunciació rebuda. Hi va aparèixer l'actor Arnold Peters. Als anuncis publicitaris dels Estats Units, l'actor de televisió Robert Rockwell va interpretar l'avi de bon cor. El net va ser interpretat per Raymond Hewitt.
Un d'aquests anuncis es va doblar al japonès i es va emetre al Japó a principis dels anys 2000. La seva desagradable interpretació de veu va fer que es convertís en un meme d'Internet al Japó a llocs com 2channel i Nico Nico Douga. 
Un anunci britànic consistia en un muntatge de l'avi i el net junts (per exemple, assenyalant animals per les finestres del tren). La lletra de la cançó que l'acompanyava acabava: "Quan qui t'estima et diu: tu també ets algú molt especial".